# Лупій Григорій Васильович

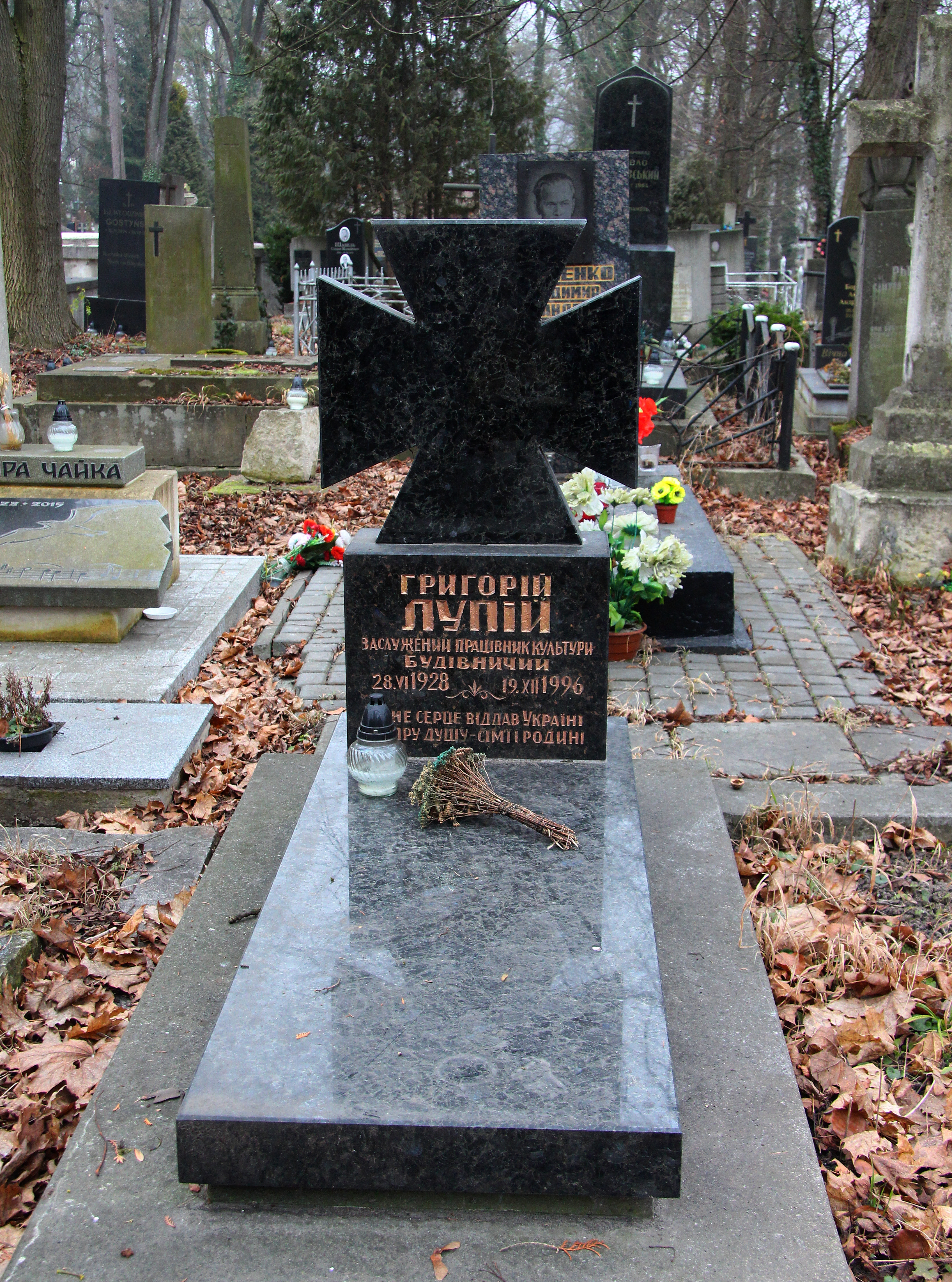
Могила Григорія Лупія на 73 полі Личаківського цвинтаря у Львові

Григорій Васильович Лупій (28 червня 1928, Нова Кам'янка, Львівський район, Львівська область — 19 грудня 1996, Львів) —  заслужений працівник культури України, перший директор Львівського історико-культурного музею-заповідника «Личаківський цвинтар».

## Біографія
Старший брат письменника Олеся Лупія та кінорежисера Ярослава Лупія.
У 1943—1944 роках — учень Сокальської гімназії. Учасник Пласту та підпільної організації Юнацтва ОУН-УПА при сотні Ема.
Популяризатор ідеології ОУН, автор багатьох проектів пам'ятних знаків борцям за волю України.
За освітою — інженер-будівельник. Закінчив Дрогобицький загальнотехнічний факультет Львівського політехнічного інституту.
Похований на 73 полі Личаківського цвинтаря.
Дружина — Світлана Петрівна (нар. 26.10.1944), мистецтвознавиця. Дочка — Тетяна (нар. 09.12.1966), мистецтвознавиця.

## Твори
Перше оповідання з'явилося в 1959 році на сторінках Рава-Руської районної газети "Радянський прапор". З того часу він друкувався в обласній та республіканській пресі.
- Коріння: Нарис з історії села Нова Кам'янка і спогади про пережите // Жовківщина: історико-мемуарний збірник, Т. 3. — Жовква: Місіонер, 1997. — С. 301—313.
- Львівський історико-культурний музей-заповідник «Личаківський цвинтар»: путівник. — Львів: Каменяр, 1996.
- Смерекова колонада: оповідання. — Львів: Каменяр, 1967. Це перша книжка, написана під псевдонімом "Григорій Галич". У збірку увійшло 10 оповідань.